# Casasola (Ávila)
Casasola egy község Spanyolországban, Ávila tartományban. Casasola Sanchorreja, Padiernos, Martiherrero, Muñopepe, La Colilla és La Serrada községekkel határos. Lakosainak száma 63 fő (2024).

## Népesség
A település népessége az utóbbi években az alábbiak szerint változott:
| Lakosok száma | 155  | 131  | 124  | 110  | 98   | 81   | 74   | 75   | 68   | 63   |
|               | 2001 | 2004 | 2006 | 2009 | 2011 | 2014 | 2016 | 2019 | 2021 | 2024 |